# Ortotanazja
Ortotanazja (z gre. ὀρθός orthos – „słuszny” + θάνατος thanatos – „śmierć”) – zaniechanie dalszego sztucznego podtrzymywania życia pacjenta; zaniechanie dystanazji.
Pojęcie ortotanazji odnosi się do pewnych szczególnych sytuacji. Niekiedy pacjent znajduje się w tak ciężkim stanie zdrowia, że niezastosowanie leczenia doprowadzi niechybnie do jego śmierci. Jednakże wszystkie dostępne metody nie doprowadzą do żadnej poprawy stanu pacjenta, w szczególności zaś nie wyleczą go. Obecnie istnieją metody utrzymywania umierającego chorego przy życiu, których jedynym skutkiem jest przedłużanie jego życia. Jednakże zalicza się je do środków nadzwyczajnych. Wymienić tu można użycie respiratora. Postępowanie takie określa się mianem dystanazji. Zaprzestanie takiego postępowania nazywa się właśnie ortotanazją. Część autorów nie dostrzega różnicy pomiędzy ortotanazją a eutanazją, inni zaś utożsamiają ją z zaprzestaniem terapii uporczywej.
Zarówno zwolennicy postępowania ortotanatycznego, jak i dystanatycznego argumentują za swoim stanowiskiem. Przeciwnicy ortotanazji zwracają uwagę, że przedłużanie życia pacjenta może pozwolić mu przetrwać do czasu, w którym dostępna stanie się jakaś metoda, która będzie w stanie poprawić jego stan, obecnie jeszcze nieznana. Zwolennicy niepodejmowania takich działań zauważają z kolei, że obecnie rozwinięte są techniki pozwalające bardzo długo utrzymywać pacjenta w stanie agonalnym, jednak pociągają one za sobą tak wielkie wymagania finansowe, że żadne państwo ani żaden system ubezpieczeniowy nie dałyby sobie rady ze sprostaniem im. Nie byłaby w stanie im podołać również rodzina pacjenta. Przeciwnicy tego podejścia nie uznają jednak argumentów natury ekonomicznej. Do zwolenników postępowania ortotanatycznego zalicza się również Tadeusz Brzeziński, zastrzegając jednak, że kiedy pozostaje choćby cień nadziei na poprawę stanu pacjenta, należy wdrożyć postępowanie mogące do niej doprowadzić.